# Медовка (Липецкая область)
Медовка — село в Усманском районе Липецкой области, входит в состав Пригородного сельсовета.

## Население
| 2010 | 2011 |
| ---- | ---- |
| 343  | →343 |